# Galerucella kerstensi
Galerucella kerstensi es una especie de insecto coleóptero de la familia Chrysomelidae.
Fue descrita científicamente en 1989 por Lohse.